# Hermenegildo Ramírez Sánchez
Hermenegildo Ramírez Sánchez (ur. 13 kwietnia 1929 w mieście Meksyk, zm. 29 stycznia 2022 w Santiago de Querétaro) – meksykański duchowny rzymskokatolicki, w latach 1975–2005 prałat terytorialny Huautla.

## Życiorys
Święcenia kapłańskie przyjął 5 lipca 1953. 19 marca 1975 został prekonizowany prałatem terytorialnym Huautla ze stolicą tytularną Santa Giusta. Sakrę biskupią otrzymał 19 marca 1975. 15 lutego 1978 zrezygnował z biskupstwa tytularnego. 15 października 2005 przeszedł na emeryturę.